# Agnes von Lichtenberg I.
Agnes von Lichtenberg I. OCist (* 13. Jahrhundert; † 20. April 1336 in Lichtenthal) war eine deutsche Zisterzienserin und von 1320 bis März 1336 Äbtissin des Zisterzienser-Klosters Lichtenthal.

## Leben
Agnes Gräfin von Lichtenberg war eine Tochter des Konrad von Lichtenberg († 1295) und eine Schwester von Elisabeth von Lichtenberg, ihrer Amtsvorgängerin als Äbtissin in Lichtenthal. Agnes von Lichtenberg war nach dem Tod ihres Ehemanns Jofrid von Forbach in das Kloster Lichtenthal eingetreten. Nachdem ihre Schwester Elisabeth 1320 verstorben war, wurde sie zur 9. Äbtissin in Lichtenthal gewählt. Im Jahr 1323 vergab Markgraf Rudolf III. von Baden einen Hof in Balg sowie zwei ewige Lichter auf sein Grab. Am 22. Mai 1324 siegelte Äbtissin Agnes, dass die "Eheleute Steinmar und Edellint von Pforzheim, unter näher bezeichneten Bedingungen ihren geistlichen Brüdern Albrecht zu Herrenalb und Berthold zu Lichtenthal, eine Gült von 8 Maltern Roggen, nämlich 4 Malter auf den Steinlerin Hof zu Förch und 4 Malter auf Gütern zu Sandweier, vermachen. Neben verschiedenen Zinsen und Gülten in Baden und Gernsbach, die dem Kloster übertragen wurden, gab der Edelknecht Albrecht Käse seinen Hof zu Förch. Die Grafen von Katzenelnbogen verliehen dem Kloster die Zollfreiheit auf dem Rhein.